# Cornelis Pot
Cornelis Pot, doorgaans Cor Pot en ook CP (cee-pee), (Slikkerveer, 8 april 1885 – aldaar, 21 april 1977) was een Nederlandse industrieel, ondernemer en uitvinder van het muzieknotatiesysteem Klavarskribo.

## Achtergrond
Cor was de tweede zoon van Adriaan Pot (1857–1932) en Wijndelina Johanna Smit (1863–1953). Nogal wat van Pots voorouders waren betrokken bij de scheepsbouw en aanverwante bedrijven in de regio Alblasserdam / Kinderdijk / Slikkerveer / Bolnes: zijn vader Adriaan Pot was in 1882 medeoprichter van Smit Slikkerveer, een fabriek voor zware dynamo's en elektromotoren, en tot 1920 mededirecteur;  zijn grootvader, eveneens Adriaan Pot genaamd, had een scheepswerf en molenroedenfabriek in het destijds 'Elshout' geheten deel van Kinderdijk. Van moederszijde kunnen genoemd: Cors oom Willem Smit was de andere oprichter, en naamgever, van Smit Slikkerveer; Pots grootvader Johannes Smit stichtte in 1869 in Slikkerveer de 'Klinknagelfabriek' (officieel: N.V. Fabriek van Klinknagels en Schroefbouten voorheen Joh. Smit); een broer van Pots grootvader, Arie Smit was in 1875 medestichter van de scheepswerf en machinefabriek De Schelde te Vlissingen; een neef van zijn grootvader, Pieter Smit, verhuisde in 1893 zijn scheepswerf van Slikkerveer naar Rotterdam, later de NV Machinefabriek en Scheepswerf van P. Smit Jr. oftewel 'Piet Smit'; en ten slotte was nog twee generaties eerder Fop Smit de grondlegger van zowel de latere sleepdienst L. Smit & Co. als de latere scheepswerf 'L. Smit & Zoon' in Kinderdijk.
Hij trouwde op 13 december 1911 met Geertje Neeltje Verheij (Nieuw-Lekkerland, 27 september 1885 – Leiden, 21 mei 1949), het huwelijk bleef kinderloos. Hij was officier in de Orde van Oranje-Nassau. Hij werd gecremeerd in het crematorium aan de Maeterlinckweg 101 in Rotterdam.

## Leven
Cor Pot ging na de 5-jarige hbs in Rotterdam, naar de Delftse Technische Hogeschool. Hij besloot echter al spoedig om die theoretische studie te verruilen voor het zich vertrouwd maken met alle technieken en processen in zijn vaders fabriek. Dertien jaar later, in 1920, volgde Pot zijn vader op als enige directeur (Willem Smit was al in 1914 als mededirecteur teruggetreden). Hij bleef directeur tot 1953. Bij het vijftigjarig bestaan van Smit Slikkerveer in 1932 nam Pot het initiatief tot het bouwen van de 'Electrozaal' ('Electro' was de gangbare naam voor het bedrijf), een grote toneel-, film- en evenementenzaal voor de gehele dorpsbevolking. Tot 1980 heeft zich daar een belangrijk deel van het Slikkerveerse verenigingsleven afgespeeld. Pots vindingrijkheid manifesteerde zich in de meidagen van 1940 op een heel speciale manier. Omdat bij het bombardement op Rotterdam op dinsdag 14 mei veel bankkantoren vernietigd waren, zouden er op zaterdag geen loonzakjes zijn voor het personeel. Hij ontwierp razendsnel een simpel soort noodgeld, liet de bonnetjes drukken en maakte afspraken met de winkeliers in het dorp. Het werkte. Aan het eind van de oorlog was Cor een aantal maanden ondergedoken. Eerder had hij enige tijd in de Scheveningse strafgevangenis vastgezeten.
Als voorzitter van de lokale afdeling van de Maatschappij tot Nut van 't Algemeen was Cor de stimulator bij de stichting van een niet-confessionele Lagere school (de 'Nutsschool') te Slikkerveer. Ook zorgde hij er voor dat er een 'omnibus'-verbinding kwam, in 1923, tussen Ridderkerk-dorp en Slikkerveer-veersteiger, want de reis naar Rotterdam of Dordrecht ging nog meestal over water. In de lijn van Cors interesse in nieuwe dingen lag zijn enthousiasme voor de neutrale taal Esperanto. Hij kon het vlot spreken en schrijven, en reisde in zomer 1934 naar Stockholm om deel te nemen aan het Universala Kongreso de Esperanto, het 26e Wereldcongres.
Cor's belangstelling voor grote maatschappelijke vraagstukken richtte zich in het bijzonder op hervormingsideeën die voortbouwden op het werk van de Amerikaanse econoom Henry George (rond 1880). In 1956 behoorde Cor tot de deelnemers aan het wereldcongres in Hannover van de beweging die deze ideeën in een eigentijdse vorm wil uitdragen. Eerder, in 1945, had hij zijn eigen opvattingen al vastgelegd in boekvorm. Stukken van hem op dit gebied zijn opgenomen in het archief van het Internationaal Instituut voor Sociale Geschiedenis (IISG) te Amsterdam.

## Klavarskribo
Zie voor een inhoudelijke behandeling van het door Cor Pot ontworpen en op 4 november 1931 aan muziekrecensenten gepresenteerde alternatief Klavarskribo voor het traditionele muziekschrift, het betreffende artikel. Andere aspecten, rond de ontwikkeling van dit project door de jaren heen en in relatie tot de persoon van Cor Pot als ontwerper, levenslange animator, promotor en financier ervan, volgen hier.
In zijn jeugdjaren kreeg Pot zowel pianoles als vioolles, vanzelfsprekend gebruikmakend van het wereldwijd verbreide traditionele muziekschrift. Terugkijkend op die tijd schreef hij in 1941, bij het tienjarig jubileum van Klavar, in een stukje getiteld "Hoe Klavarskribo ontstond": "Intussen liet mij de gedachte niet los dat er toch een eenvoudiger muziekschrift mogelijk moest zijn dan het bestaande. Waarom velerlei schrijfwijze voor één en dezelfde klank? Waarom velerlei balksystemen? Al was het dan alleen maar voor de praktijk. Want duidelijk herinner ik mij, dat ik als kind eens een gesprek van ouderen bijwoonde, waarvan mij steeds is bijgebleven, dat voor ras-echte musici een fis en een ges niet hetzelfde waren! Al was dit voor een pianist wel zo, een violist en een zanger maakten onderscheid!! / Met deze onbegrepen dooddoener liet ik mij, als duizenden vóór mij, voorlopig uit het veld slaan. Later is mij duidelijk geworden, dat niemand het antwoord op die vraag kon geven."
 In 1933 heeft hij zijn antwoord uiteengezet in een boekje (38 pp.) met de niet mis te verstane titel "Het Kruizen en Mollen DOGMA en de natuurlijke basis van ons Toonstelsel". Later verschenen, door anonieme medewerkers geschreven, "Eenvoudige muziekleer voor Klavarskribo - ten gebruike bij het Klavar-onderricht en voor zelfstudie" (1939, 89 pp.), "Wat is Klavarskribo?" (1941, 64 pp., ook in het Frans, Duits en Engels), "Toontheorie en Notenschrift" (1947, 64 pp.). En nog later, van de hand van Wilke Jan Kaasjager: "Algemene Muziekleer voor Klavarskribo" (1955, 216 pp.).
Veel energie – en geld – stak Pot in demonstratie-bijeenkomsten op verschillende plaatsen in Nederland: Arnhem, Roosendaal, Breda, Delft, Haarlem, Tilburg, ... Drie jaar achter elkaar in het (vooroorlogse) 'De Doelen' in Rotterdam, en op zaterdagmiddag 24 september 1938 in de (stampvolle) Grote Zaal van het Amsterdamse Concertgebouw. Wat het buitenland betreft, sloeg het virus met name over naar Engeland. Op een zakenreis naar de Verenigde Staten in 1949 slaagde Pot erin om stukjes over Klavar geplaatst te krijgen in het weekblad TIME (19 september 1949, p. 46) en in het dagblad The New York Times (14 september 1949).
Na Pots overlijden (in 1977, 92 jaar oud) werd zijn 'Instituut Klavarskribo' voortgezet onder de naam 'Stichting Klavarskribo'.